# Neapolitanischer Lauch
Der Neapolitanische Lauch (Allium neapolitanum, Syn.: Allium cowanii Lindl.), auch Neapel-Lauch genannt, ist eine Pflanzenart aus der Gattung Lauch (Allium) in der Unterfamilie der Lauchgewächse (Allioideae) innerhalb der Pflanzenfamilie der Amaryllisgewächse (Amaryllidaceae). Er ist im Mittelmeerraum verbreitet und wird gelegentlich als Zierpflanze verwendet.

## Beschreibung

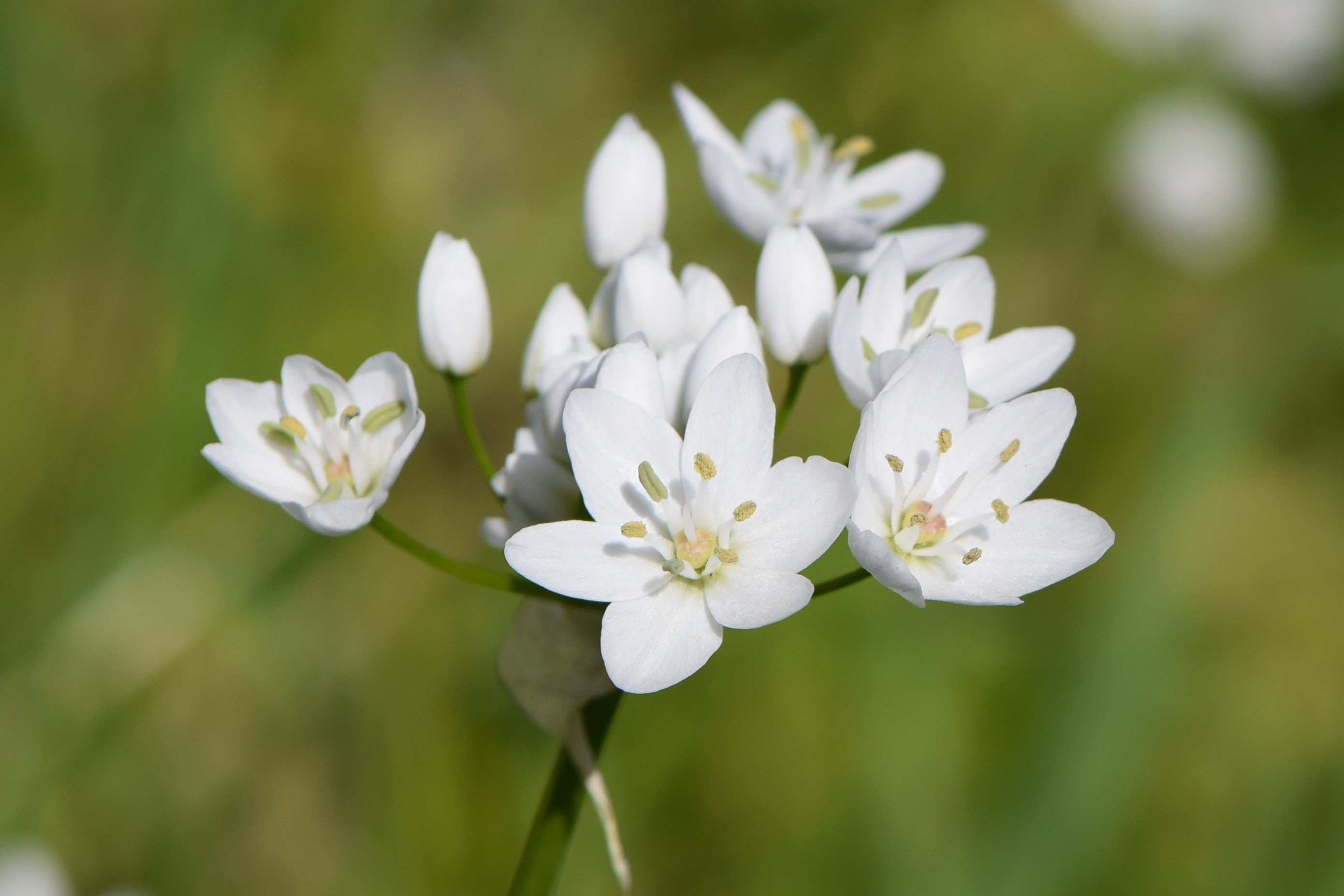
Blütenstand

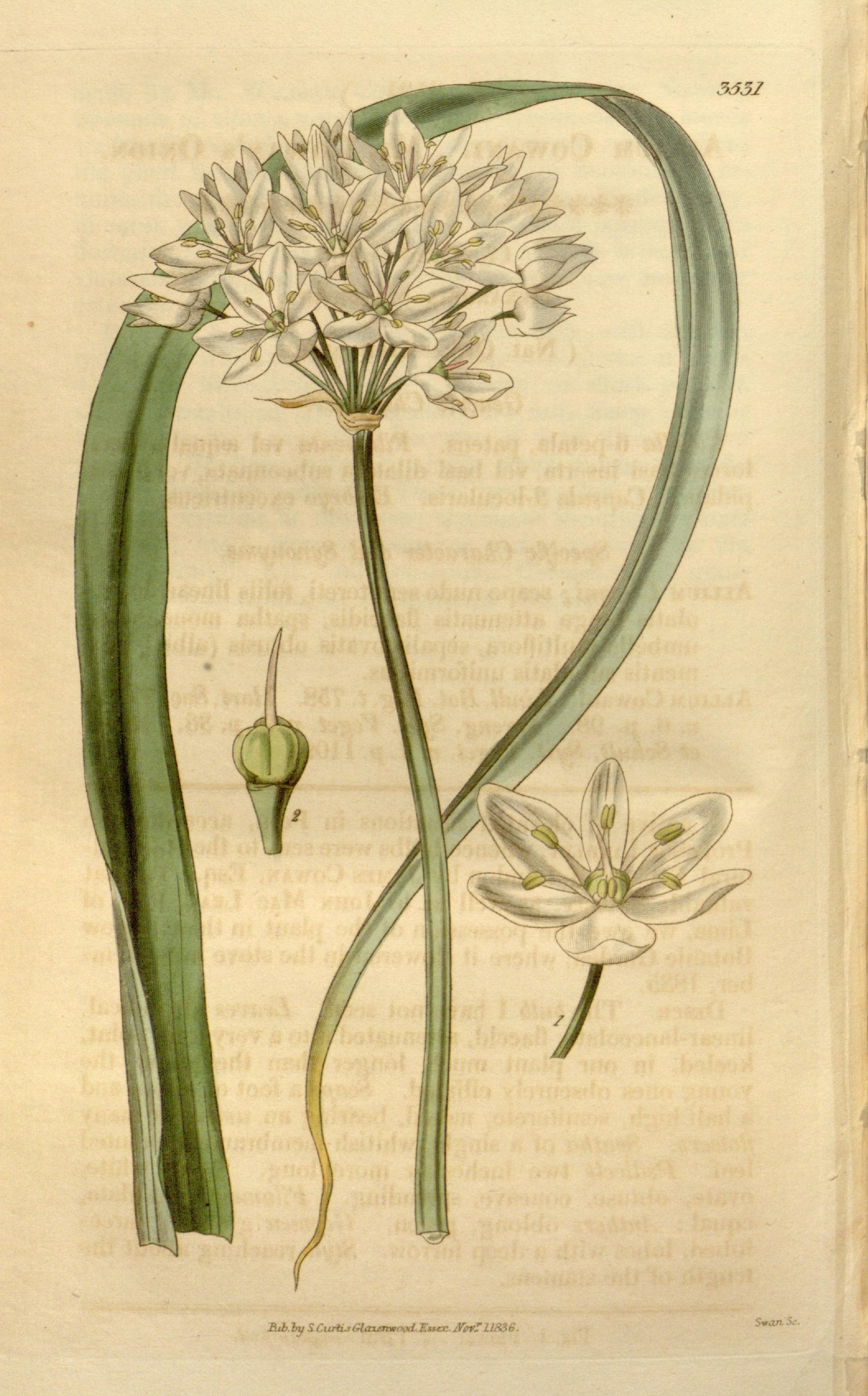
Illustration in Curtis's Botanical Magazine (1836)

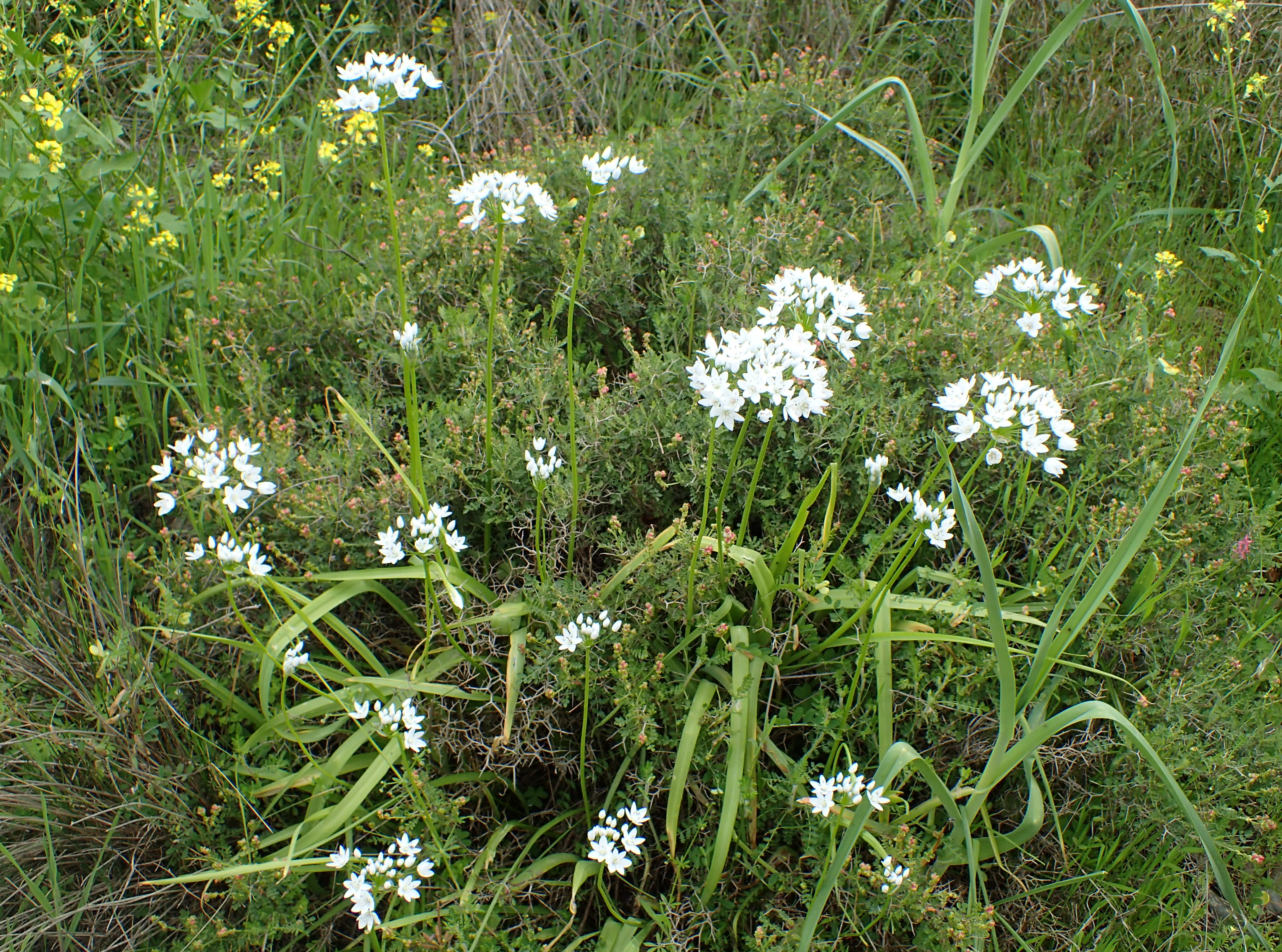
Habitat auf Zypern

### Vegetative Merkmale
Der Neapolitanische Lauch ist eine kahle, ausdauernde krautige Pflanze. Dieser Geophyt bildet Zwiebeln als Überdauerungsorgan aus. Die nahezu kugelige Zwiebel weist einen Durchmesser von 1 bis 2 Zentimeter auf und ist von einer häutigen, nicht grubigen Hülle (Tunika) umgeben. Die zwei bis drei grundständigen, einfachen, parallelnervigen Laubblätter sind breit linealisch, an der Unterseite gekielt, 8 bis 35 Zentimeter lang und 5 bis 20 Millimeter breit. Der Blattrand ist fein gezähnelt.

### Generative Merkmale
Die Blütezeit reicht von März bis Juni. Der dreikantige, mit zwei scharfen und einer stumpfen Kante, Blütenstandsschaft erreicht Wuchshöhen von 20 bis 50 Zentimeter und ist im unteren Achtel bis Viertel von den Laubblättern scheidig umhüllt. Der anfangs nickende, halbkugelige oder kugelige, doldige Blütenstand weist einen Durchmesser von 5 bis 8 cm auf, besteht aus 10 bis 50 Blüten und  bildet keine Bulbillen. Der Blütenstand besitzt am Grund ein einteiliges, stumpf elliptisches, spitzes, schnabelloses Hochblatt, das nach dem Öffnen der Blüten hängenbleibt und kürzer als die Blütenstiele ist.
Der Blütenstiel ist 1,5 bis 3,5 Zentimeter lang. Die  zwittrige, radiärsymmetrische Blüte ist dreizählig und becherförmig bis flach ausgebreitet. Die sechs gleichförmigen, glänzenden, elliptischen, stumpfen Blütenhüllblätter sind weiß, 7 bis 12 Millimeter lang und 4 bis 6 Millimeter breit. Die sechs Staubblätter sind deutlich kürzer als die Blütenhüllblätter und werden von grünlichen bis gelben Staubbeuteln gekrönt. Die Kapselfrucht ist 5 Millimeter lang und wird oft noch monatelang von den vertrockneten Blütenhüllblättern umhüllt.

### Chromosomensatz
Die Chromosomengrundzahl beträgt x = 7; selten tritt Diploidie mit einer Chromosomenzahl von 2n = 14 auf, am häufigsten Polyploidie mit Chromosomenzahlen von 21, 28, 35 und 42.

## Vorkommen
Der Neapolitanische Lauch ist im gesamten Mittelmeerraum einschließlich Balearen, Korsika, Sardinien, Sizilien, der östlichen Ägäis und Zypern verbreitet. Neophytische Vorkommen gibt es in vielen anderen Gebieten, neben Deutschland, Großbritannien und Irland z. B. auf Madeira, den Kanarischen Inseln, in Florida, Kalifornien, Australien und Neuseeland.
Der Neapolitanische Lauch besiedelt sonnige bis halbschattige, sommertrockene Grasfluren, Ödland, Ufergeröll, Straßenränder, genutzte und brachliegende Felder, Macchien, Felsheiden, Waldränder und Gärten.

## Systematik
Die Erstveröffentlichung von Allium neapolitanum erfolgte 1788 durch Domenico Maria Leone Cirillo in Plantarum rariorum regni Neapolitani fasciculus, Band 1, S. 13. Das Artepithetum neapolitanum bedeutet „aus Neapel stammend“. Die Art gehört zur Sektion Molium G.Don ex Koch innerhalb der Untergattung Amerallium Traub in der Gattung Allium L. Somit ist Allium neapolitanum Cirillo eng verwandt mit Allium zebdanense Boiss. & Noë Allium moly L., Allium roseum L. und Allium subhirsutum L.
Synonyme von Allium neapolitanum sind Allium album Santi, Allium candidissimum Cav., Allium candidum C.Presl, Allium cowanii Lindl. und Allium lacteum Sm.

## Verwendung
Der Neapolitanische Lauch wird spätestens seit Beginn des 19. Jahrhunderts als Zierpflanze kultiviert. und gilt im Gegensatz zu den großen „Paukenschläger-Lauchen“ (z. B. Holland-Lauch) als ein Wildlauch mit natürlichem Charme, der gut in Naturgärten passt. In Kiesgärten, Steingärten und Steppenpflanzungen lässt er sich gut mit niedrigen Ziergräsern und mediterranen Halbsträuchern kombinieren. Geeignet sind geschützte, wärmebegünstigte Standorte auf durchlässigen, humusarmen Böden in voller Sonne bis Halbschatten. Zumindest die Mittagssonne sollte ungehindert einfallen können. Da das Laub meist sehr niedrig bleibt, ist eine Beschattung durch höhere Pflanzen zu vermeiden.
Der Neapolitanische Lauch gilt als winterhart bis −34 °C (Zone 4), ist aber dennoch etwas frostgefährdet, da das Laub schon im Spätherbst austreibt. Daher wird ein Winterschutz empfohlen. Der Boden darf nicht über längere Zeit vernässt sein. Der Gartenhandel bietet gelegentlich eine großblütige Form des Neapolitanischen Lauchs als Allium cowanii an. Dieser Name gilt jedoch als Synonym für Allium neapolitanum.
Die Blüten, Blätter und Zwiebeln haben einen starken Lauchgeschmack und können roh oder gegart gegessen werden.